# ITunes
iTunes er et computerprogram udviklet af Apple Inc. Med det kan man afspille, organisere og købe musik, videoer, og spil til iPod – det sidste gennem iTunes Store. Programmet kan benyttes på computere med operativsystemerne Mac OS X, Windows 2000, Windows XP og Windows Vista.
Tidligere versioner af iTunes kunne også bruges med Mac OS 9. iTunes er programmeret til at kunne køre fuldt sammen med en iPod. iTunes er desuden det eneste "officielle" program til at lægge musik ind på en iPod. Dog kan der visse steder hentes programmer der også kan klare opgaven f.eks. Winamp.
Kun ved at aktivere gratis internet radio via en halvhemmelig menu fra iTunes 11, kan gratis internet radio lyttes til i iTunes. Tidligere har den feature være frit synligt. Til gengæld er købeproduktet Apple music frit synligt.

## Ping
Apple afslørede en ny tjeneste indbygget i iTunes 10 den 1. september 2010 kaldet "Ping", som er tænkt til at indlemme en socialt musiknetværk-komponent til brugere af iTunes. Tjenesten er ikke tilgængelig i alle lande endnu.
Ping forbinder brugerkonti på iTunes, hvilket tillader iTunes-brugere at dele og anbefale musik med/til hinanden.